# Майко Віталій Іванович
Віта́лій Іва́нович Ма́йко (нар. 15 травня 1936, м. Хмельницький) — український політик, народний депутат України IV та V скликання.
Кандидат технічних наук; віце-президент УСПП з питань промисловості; президент Київської міської асоціації промисловості, будівництва, транспорту та зв'язку; співголова від об'єднань підприємців і промисловців Національної ради соціального партнерства; член президії Політради ПППУ (з лютого 2000).

## Життєпис
Народився 15 травня 1936 (місто Хмельницький).
Освіта: Чернівецький державний університет, фізико-математичний факультет (1959), фізик, учитель фізики.
Народний депутат України 4-го скликання з квітня 2002 до квітня 2006 від Блоку «За єдину Україну!», № 23 в списку. На час виборів: генеральний директор Київського державного заводу «Буревісник», член ПППУ. Член фракції «Єдина Україна» (травень — червень 2002), член фракції партій ППУ та «Трудова Україна» (червень 2002 — квітень 2004), позафракційний (квітень — травень 2004), уповноважений представник фракції НДП та ПППУ (травень — грудень 2004), позафракційний (грудень 2004 — січень 2005), член групи «Воля народу» (січень — березень 2005), член фракції ПППУ (з березня 2005). Голова підкомітету з питань машинобудування, ВПК і конверсії Комітету з питань промислової політики та підприємництва (з червня 2002).
Народний депутат України 5-го скликання з квітня 2006 до листопада 2007 від Блоку «Наша Україна», № 20 в списку. На час виборів: народний депутат України, член ПППУ. Член фракції Блоку «Наша Україна» (з квітня 2006). Секретар Комітету з питань промислової і регуляторної політики та підприємництва (з липня 2006).
- 1953–1959 — лаборант, студент Чернівецького державного університету.
- 1960–1967 — інженер, старший інженер, провідний інженер, заступник начальника відділу, начальник відділу п/с 24, місто Київ.
- 1967–1973 — начальник відділу, в.о. заступник головного інженера, заступник директора з виробництва Київського НДІ радіоелектроніки.
- 1973–1974 — заступник директора з дослідницького виробництва НДІ «Квант», м. Київ.
- 1977–1981 — директор дослідного заводу НДІ «Квант».
- 1981–1986 — перший заступник генерального директора з виробництва НВО «Квант».
- 1986–2002 — директор заводу вимірювальної апаратури «Буревісник» НВО «Квант»; директор Київського заводу «Буревісник»; генеральний директор Київського державного заводу «Буревісник»

Радник Прем'єр-міністра України на громадських засадах (серпень 2001 — листопад 2002).

## Нагороди
- Державна премія України в галузі науки і техніки (2003).
- Заслужений працівник промисловості України (1996).
- Орден Трудового Червоного Прапора,
- Орден «Знак Пошани».
- Почесна грамота Кабінету Міністрів України (серпень 2001).
- Відзнака Президента України — ювілейна медаль «25 років незалежності України» (2016).[3]